# Чаплигин
Чаплыгин (рус. Чаплыгин) град је у Русији у Липецкој области.

## Становништво
| 1959.  | 1970.  | 1979.  | 1989.  | 2002.  | 2010.  |
| ------ | ------ | ------ | ------ | ------ | ------ |
| 10.713 | 13.671 | 13.407 | 13.343 | 13.656 | 12.656 |